# Эш-Шакара
Эш-Шакара (араб. الشكارة‎) — деревня на северо-западе Иордании, расположенная на территории мухафазы Аджлун. Входит в состав района Аджлун.

## Географическое положение
Деревня находится в юго-восточной части мухафазы, в гористой местности, к востоку от реки Иордан, к северу от реки Эз-Зарка, на расстоянии приблизительно 23 километров (по прямой) к северо-западу от столицы страны Аммана. Абсолютная высота — 1020 метров над уровнем моря.

## Население
По данным официальной переписи 2015 года численность население составляла 1365 человек (705 мужчин и 660 женщин). В деревне насчитывалось 268 домохозяйств.
Динамика численности населения Эш-Шакары по годам:
| 1994 | 2015 |
| ---- | ---- |
| 686  | 1365 |

## Транспорт
Ближайший аэропорт расположен в городе Амман.